# Повіт Ава (Тіба)
Пові́т А́ва (яп. 安房郡, あわぐん, МФА: [awa guɴ]) — повіт у Японії, в префектурі Тіба.